# Zandhazenbrug
Die Zandhazenbrug ist eine Eisenbahnbrücke über die A1 in der Gemeinde Gooise Meren in der niederländischen Provinz Noord-Holland, welche die Bahnstrecke Weesp–Lelystad überführt. Das als Teil des Projektes Schiphol-Amsterdam-Almere errichtete Verkehrsbauwerk verfügt mit 255 Metern über die längste Spannweite einer Brücke in den Niederlanden.
Die Brücke gewann im Jahre 2018 den Nationale Staalprijs in der Kategorie Infrastruktur, einen Preis, der im zweijährigen Turnus an Bauten verliehen wird, die vollständig oder teilweise aus Stahl gebaut worden sind.